# Данаил Сивриев
Данаил К. Сивриев е български революционер, деец на Вътрешната македоно-одринска революционна организация.

## Биография
Роден е в 1871 година в неврокопското село Скребатно, тогава в Османската империя. В 1895 година е привлечен към ВМОРО. До 1903 година действа като куриер. Участва в Илинденско-Преображенското въстание с четата на Стоян Мълчанков и се сражава при Арамийски бунар, Айгидик, Разложкото поле, при река Канина, под село Горно Дреново, изсичането на телеграфните стълбове от Господинци до Разлога.
На 22 февруари 1943 година, като жител на Скребатно, подава молба за българска народна пенсия. Молбата е одобрена и пенсията е отпусната от Министерския съвет на Царство България.